# Allegro (электропоезд)
Sm6 «Алле́гро» (фин. Sähkömoottorijuna — электропоезд, тип 6, итал. Allegro) — российско-финляндский высокоскоростной пассажирский двухсистемный электропоезд итальянского производства (из семейства электропоездов Pendolino компании Alstom), курсировавший по маршруту Хельсинки (Центральный вокзал) — Санкт-Петербург (Финляндский вокзал) (фирменный поезд № 781/782, 783/784, 785/786, 787/788 «Аллегро» по российской классификации). Длина маршрута — 407 км. Время в пути составляло — 3 часа 27 минут.
Эксплуатацию поезда на этом маршруте осуществляло Oy Karelian Trains Ltd (Karelian Trains), совместное предприятие финской Suomen Valtion Rautatiet (VR или VR Group) и ОАО «Российские железные дороги» (РЖД).
С 28 марта 2022 года движение поезда прекращено в одностороннем порядке финской стороной с формулировкой министра Тютти Туппурайнена, что дальнейшая эксплуатация поезда между Петербургом и Хельсинки в сложившейся ситуации «неуместна и нецелесообразна».
С 3 ноября 2025 года электропоезда назначены на внутренние маршруты Финляндии под новым названием Pendolino Plus.

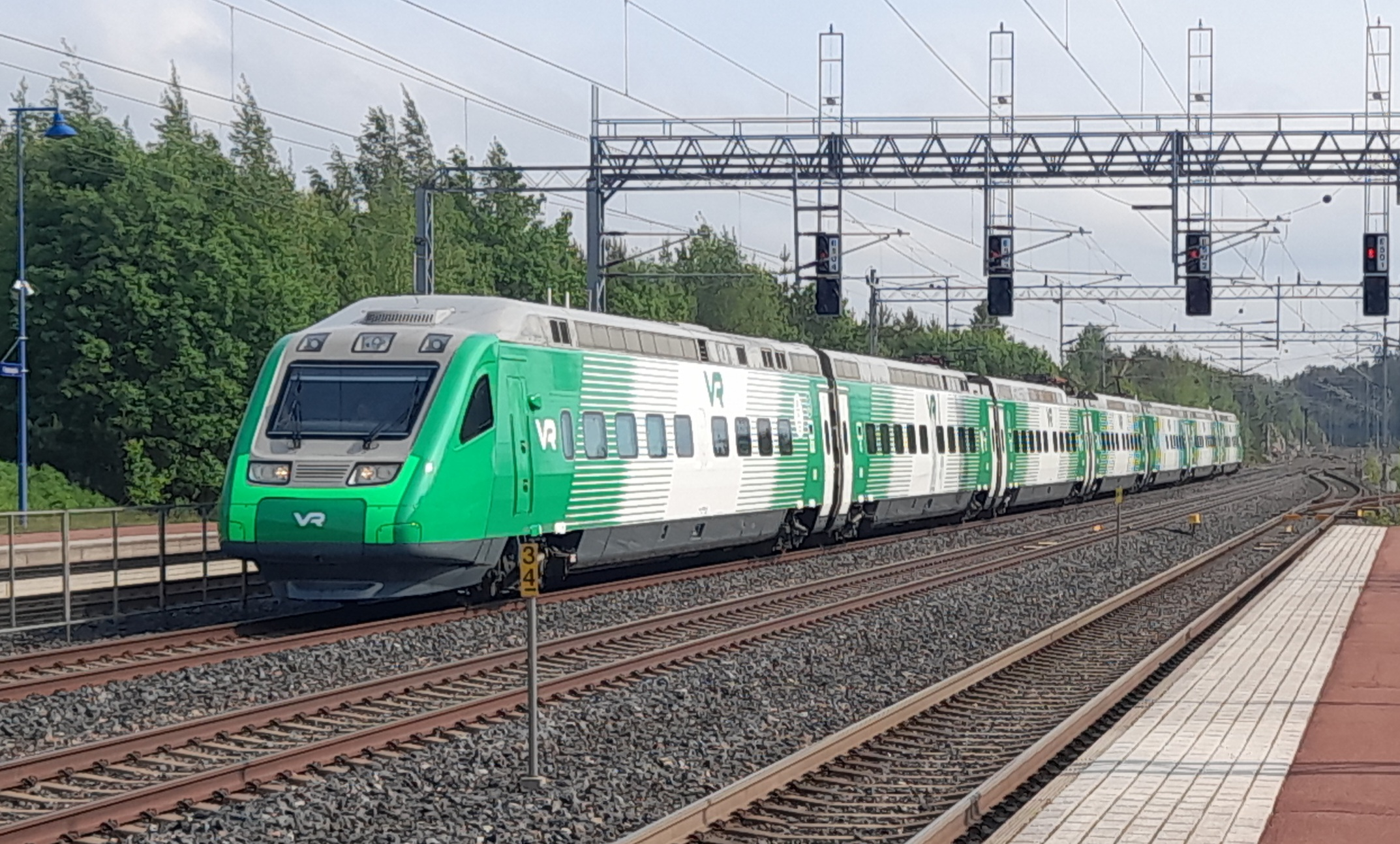
Sm6 в новой ливрее Pendolino Plus, 2025 год, Финляндия

## Общая информация
По финской классификации Sm6 расшифровывается как Sähkömoottorijuna (в переводе — «электропоезд»), тип 6.
Внешне напоминает Sm3, но основан на более новом поколении поездов Pendolino. Имеет постоянную, неизменяемую составность — семь вагонов. Четыре состава изготовлены в Италии на заводе Alstom и доставлены в порт Вуосаари вблизи Хельсинки в январе 2010.
Ширина колеи «Аллегро» 1522 мм, что равноудалено как от финского стандарта 1524 мм, так и от российского 1520 мм и позволяло переходить с одной колеи на другую без снижения скорости.
Фирменное же название поезд получил по музыкальному термину «аллегро» (названию темпа — «весело, бодро, радостно»), что перекликается с названием ранее курсировавшего по данному маршруту поезда «Сибелиус», названного в честь финского композитора Яна Сибелиуса (1865—1957).
Тяговые трехфазные асинхронные двигатели, управляемые с помощью IGBT-инверторов, обеспечивают суммарную тяговую мощность 5500 кВт и усилие на ободе колеса 226 кН.
В конструкции поезда использована технология наклона кузова до 8 градусов (технология Pendolino), что позволяло во время прохождения поездом поворотов не снижать скорость, как это происходит с обычными поездами, и нивелировать действие центробежной силы. Данные составы предназначены для северных условий, в частности, оснащены оборудованием, предотвращающим скопление снега и льда на ходовой части вагонов, защищёнными токопроводящими линиями и подвагонным пространством.
Все семь вагонов поезда сидячие, суммарно 350 мест в составе. Как во всех поездах VR, в салонах присутствовали индивидуальные розетки на 220 В.

## Модернизация
В 2018 году, в рамках подготовки РЖД к чемпионату мира по футболу в России, была произведена модернизация данного подвижного состава. Обновлённый поезд «Аллегро» был презентован 25 мая того же года в Санкт-Петербурге на Финляндском вокзале.
Основные изменения коснулись оборудования салона. Каждое пассажирское кресло было оборудовано розеткой для подзарядки электронных устройств; на спинках появились подголовники. Нумерация мест была продублирована шрифтом Брайля. Во всех вагонах обновилось противоскользящее напольное покрытие. В вагонах I класса оборудованы столики-трансформеры. Купе-переговорную оснастили поворотными креслами, мониторами с портами USB, а также сигнальными кнопками для вызова обслуживающего персонала. Незначительно изменился и внешний вид вагонов: цвет полос и надписей поменялся с голубого на фиолетовый.

## Эксплуатация

### Линия Санкт-Петербург — Хельсинки
В 2001 году была достигнута договорённость между президентом РФ и президентом Финляндии об организации скоростного движения между Санкт-Петербургом и Хельсинки.
28 марта 2003 года было издано распоряжение Министерства путей сообщения «Об организации скоростного движения пассажирских поездов на участке Санкт-Петербург — Бусловская Октябрьской железной дороги».
В ноябре 2010 года электропоезд совершил первый тестовый рейс Хельсинки — Санкт-Петербург (17 ноября) и обратно (18 ноября).
12 декабря электропоезд был введён в эксплуатацию и совершил свой первый рейс с пассажирами из Хельсинки в Санкт-Петербург. На борту поезда находились президент России Владимир Путин и президент Финляндии Тарья Халонен.
С 29 мая 2011 года число рейсов поездов увеличилось с двух до четырёх в каждом направлении.
Поезда Sm6 курсировали по маршруту Хельсинки — Санкт-Петербург (Финляндский вокзал). Время в пути — 3 часа 27 минут. Поезда следовали с остановками на станциях Выборг, Вайниккала, Коувола, Лахти, Тиккурила. Поезда также останавливались ранее в Пасиле, как и любой другой пассажирский поезд из и в Хельсинки, но эта остановка была отменена 27 марта 2016 года. С 29 марта 2020 года «Аллегро» вновь останавливались на станции Пасила. При разработке маршрута и графика «Аллегро» было учтено расписание региональных электропоездов.
Скорость эксплуатации — до 220 км/ч на переменном токе (25 кВ, 50 Гц) по территории Финляндии и до 200 км/ч на постоянном токе (3 кВ) по территории России. С наименьшей скоростью, около 30 км/ч, поезд проходил приграничную зону.
Базовая стоимость проезда из Санкт-Петербурга в Хельсинки составляла 84 евро за 2 класс, 104 евро — для пассажиров с животными (2 класс), 134 евро — 1 класс. На утренние рейсы цена билета 2 класса могла опускаться до 30 евро. Существовала возможность приобретения абонемента. В начале эксплуатации поезда отзывы пассажиров-журналистов об уровне комфорта, ценах, скорости и других реалиях поезда были достаточно критическими. Загруженность поезда в 2016 году составляла до 80 % в пиковые периоды, 30—50 % — в межсезонье. Обслуживание пассажиров в пути осуществляли российские и финские проводники, говорящие на русском, финском и английском языках. Проводники имели, в числе прочего, и право продажи билетов за наличный расчёт непосредственно в поезде.
Таможенный и пограничный контроль осуществлялся во время движения поезда, кроме пассажиров, осуществляющих посадку или высадку на станциях Вайниккала или Выборг (при посадке и высадке на этих станциях пограничный и таможенный контроль производился на станции). Все виды контроля со стороны компетентных органов обоих государств проходили по ускоренной, упрощённой и либеральной процедуре, в режиме наибольшего благоприятствования.
В России до государственной границы осуществлялась только посадка пассажиров, после — только выход. В Выборге и Санкт-Петербурге поезд прибывал на огороженную охраняемую платформу, на станциях в Финляндии — на обычную платформу.
| Пассажиры  |  | 305 | 358 |  |  |  | 392,5 | 482 |
| Источники: |  |     |     |  |  |  |       |     |

| Пассажиры  | 0,023 | 0,3 | 0,65 | 1,1 | 1,5 | 1,9 | 2,3 |
| Источники: |       |     |      |     |     |     |     |

C 18 марта 2020 года в рамках борьбы с пандемией COVID-19 курсирование пассажирских поездов между Россией и Финляндией было приостановлено.
С 12 декабря 2021 года движение поездов частично (781/782, 783/784, 785/786) возобновили, с учётом эпидемиологических ограничений. В частности, следовать по маршруту одно время могли только граждане России и Финляндии. Было восстановлено две пары поездов из четырёх — отправлением из Санкт-Петербурга в 06:40 и 15:30 по будням, в 11:30 и 15:30 — по выходным. На первый, после перерыва, рейс Санкт-Петербург — Хельсинки было продано 22 билета.
27 марта 2022 года движение поезда прекращено в связи с санкциями, связанными с вооружённым конфликтом России и Украины. Последний поезд отправился в этот день в 15:30 из Санкт-Петербурга. Финская сторона продолжала эксплуатацию до этой даты, считая её достаточной, чтобы граждане Финляндии, желающие покинуть Россию на поезде, успели это сделать.

### Переходный период
В августе 2022 года оператор VR Group списал все поезда «Аллегро», связанные с восточным направлением, и запасные части к ним на общую сумму €45,4 млн, что следует из финансового отчета VR по итогам первого полугодия. Также группа объявила о намерении продать свои ассоциированные и дочерние компании, связанные с восточными грузовыми перевозками.
14 марта 2023 года к VR Group поступил запрос на передачу всех четырёх поездов украинскому оператору «Укрзализныця». Информация передана через орган по управлению государственной собственностью, то есть канцелярию премьер-министра Финляндии. Это произошло после незапланированной встречи генерального директора «Укрзализныцы» и премьер-министра Санны Марин, которая произошла при посадке группы граждан Финляндии в поезд из Киева. Директор по городскому транспорту VR Group, Топи Симола, сообщил в интервью, что компания не может передать поезда или самостоятельно принимать решения о их будущем без участия Karelian Trains.
В декабре 2023 года стало известно, что финский оператор VR Group всё же выкупил все четыре электропоезда. Поезда планируется ввести в эксплуатацию на внутренние маршруты Финляндии в 2025 году. Это решение обусловлено тем, что, согласно позиции VR Group, компания РЖД не выполнила свои финансовые обязательства по кредитам. Однако, руководство РЖД сообщило, что не согласовывало с финским оператором смену собственника электропоездов, принадлежавших общей компании Karelian Trains.

## Судебные процессы
Согласно ресурсу «Фонтанка.ру», РЖД инициировали несколько исковых производств в судах. В 2023 году РЖД требовали признать незаконными действия VR Group Plc по одностороннему отказу от пассажирского и грузового железнодорожного движения, признать незаконным односторонний отказ VR Group Plc от договоров, а также обязать VR Group Plc исполнять договоры. В случае неисполнения решения суда РЖД просило взыскать с VR Group Plc 10 млн руб., а также с VR Group Plc и Karelian Trains (солидарно) 1,26 млн руб. за каждый день неисполнения судебного акта, начиная с даты вступления в силу. Поскольку у VR Group нет в России имущества, за исключением доли в 99% в компании ООО «Финнлог», российский перевозчик просил суд в качестве обеспечительной меры приостановить ее ликвидацию. Московский Арбитражный Суд иск удовлетворил полностью.
Ранее суд принял решение по другому иску РЖД и запретил VR Group Plc инициировать судебные разбирательства в иностранных судах по договорам с российским перевозчиком.
Кроме того, суд признал прекращенным договор поручительства между РЖД и OP Corporate Bank plc. Речь идет о кредите компании Oy Karelian Trains Ltd, «дочке» РЖД и финской VR, от 2007 года. Именно эта компания взяла в долг €131 млн на приобретение поезда Allegro и сдавала состав в аренду учредителям.

## Галерея

### Общий вид

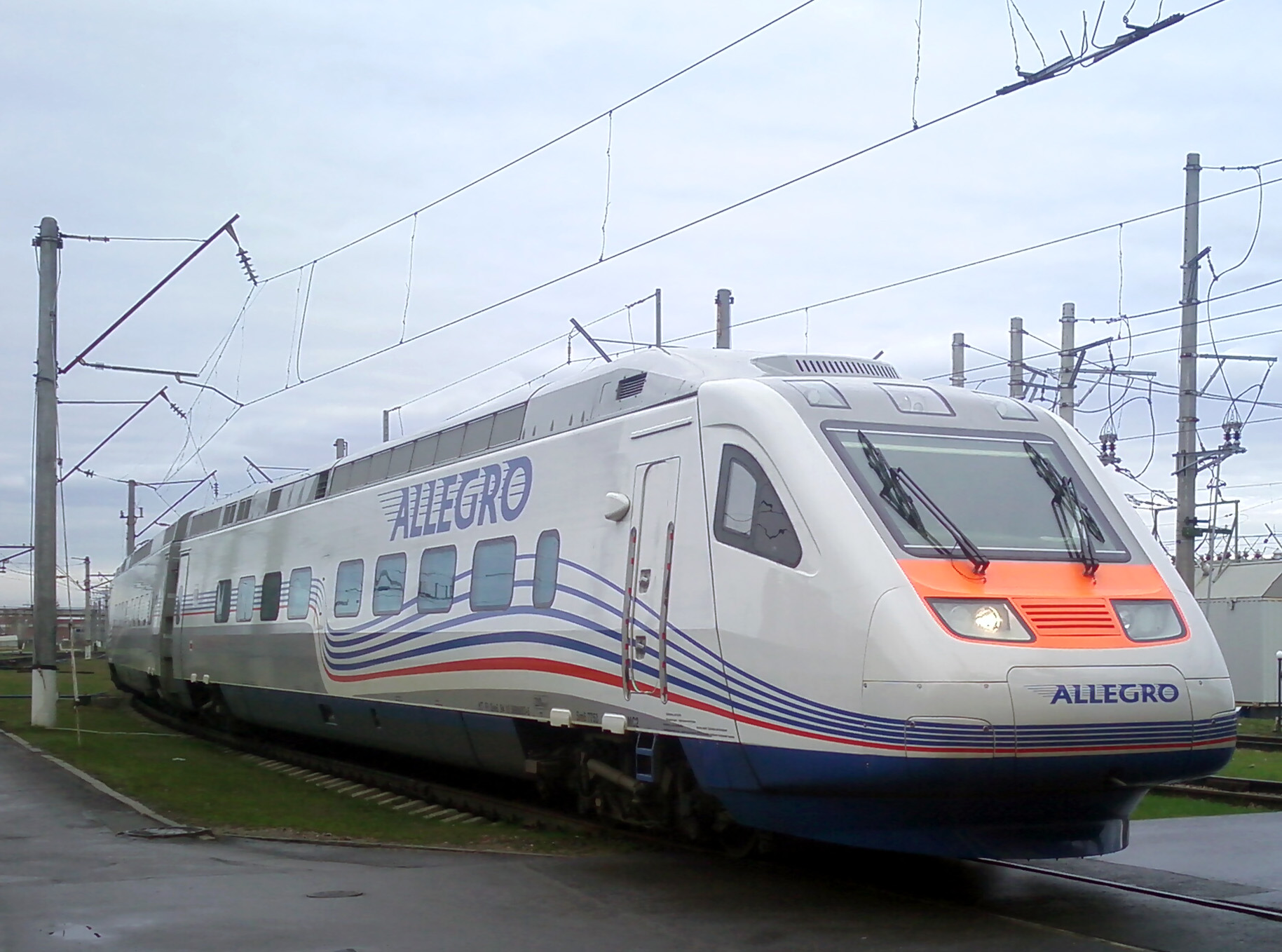
Электропоезд «Аллегро»
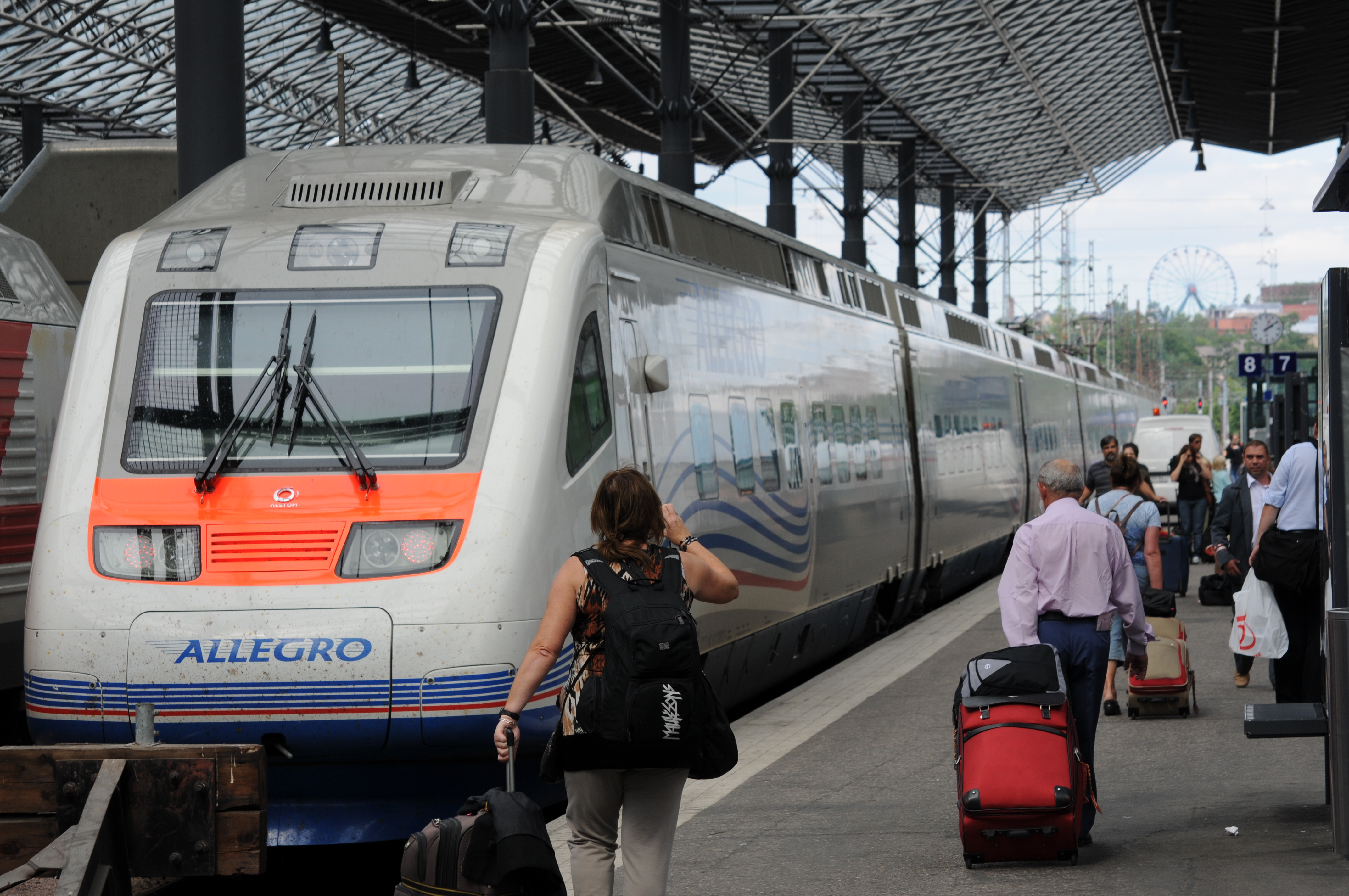
Электропоезд на вокзале в Хельсинки
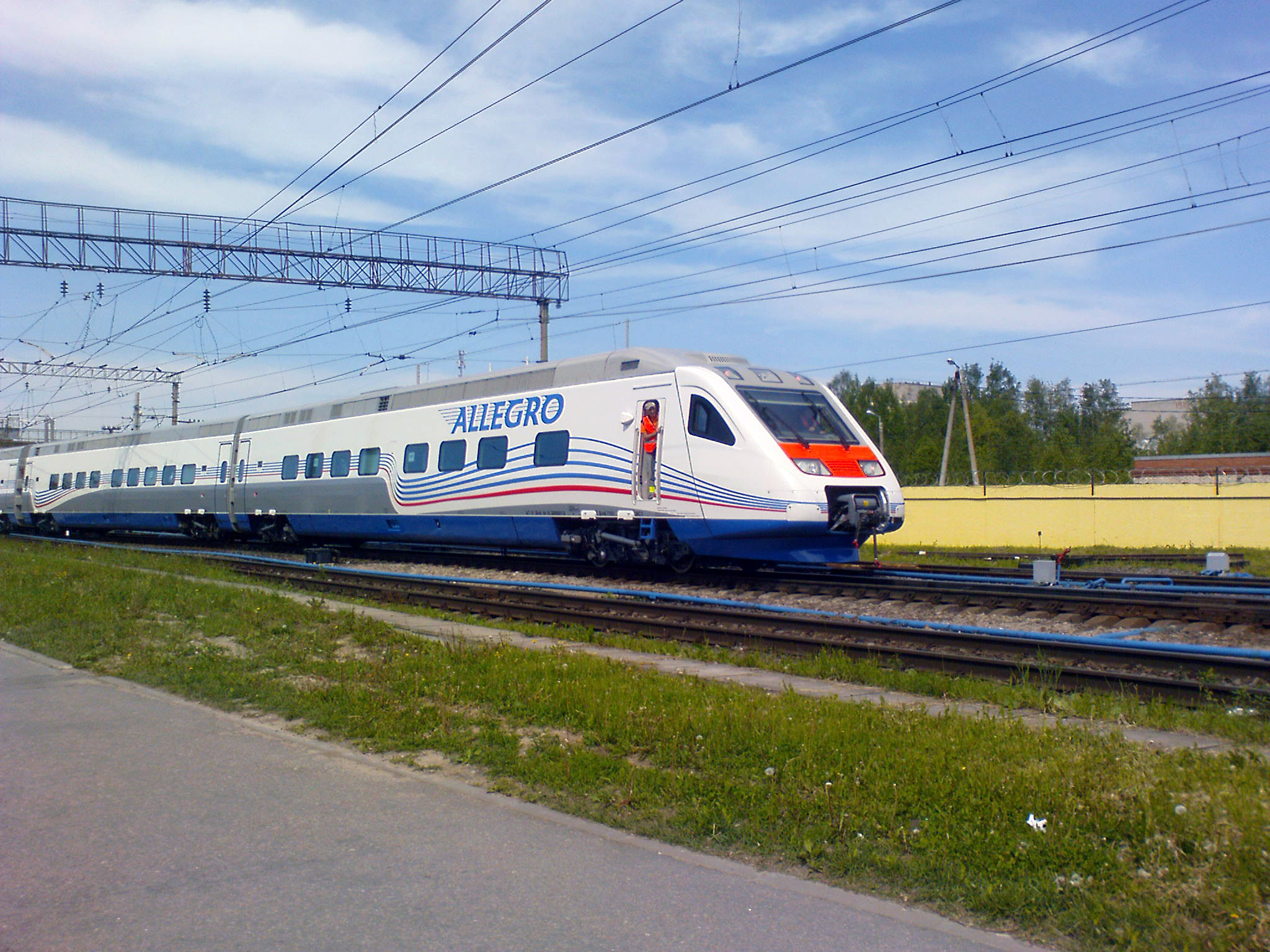
Маневры электропоезда в депо
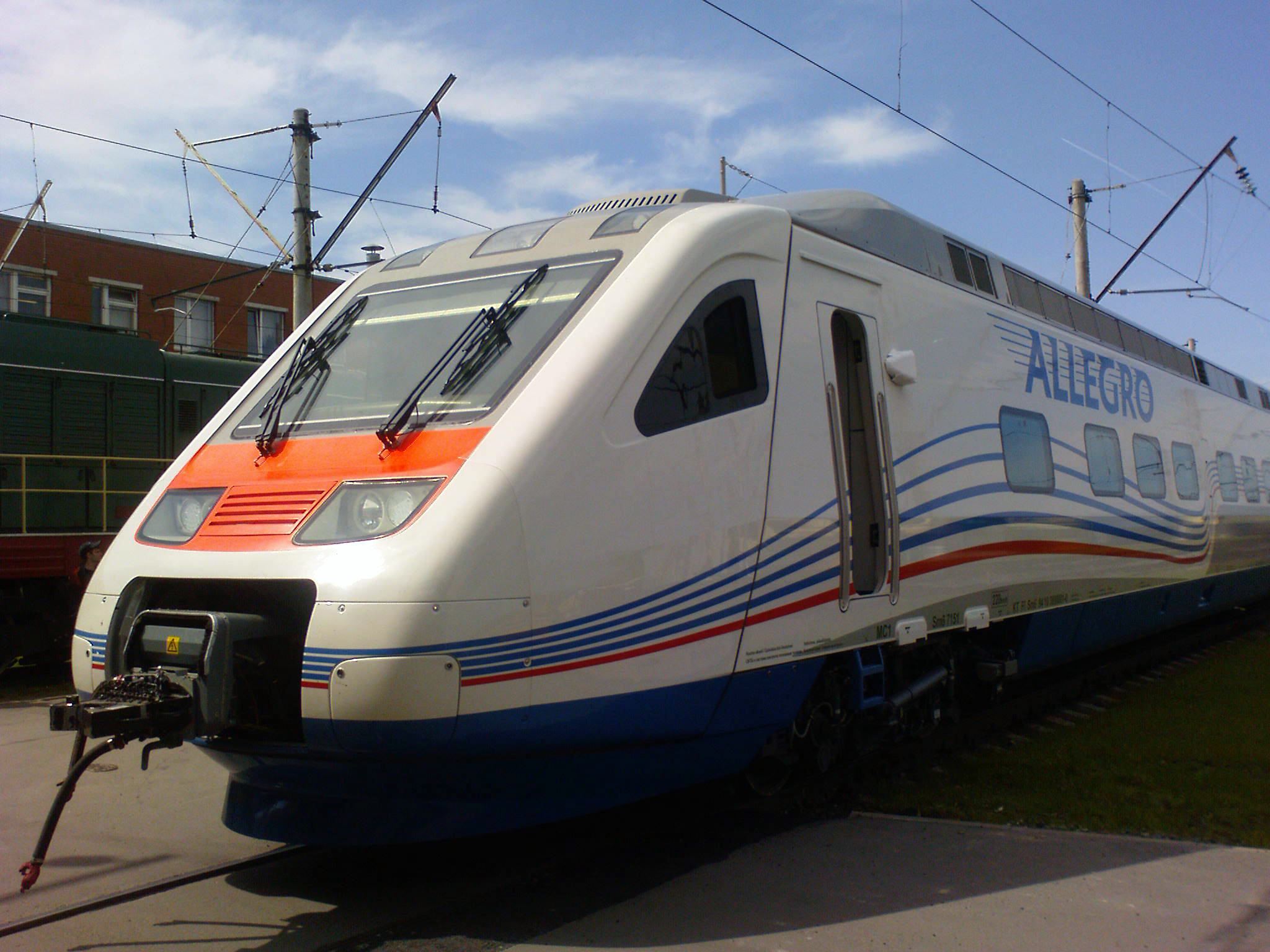
Электропоезд в депо
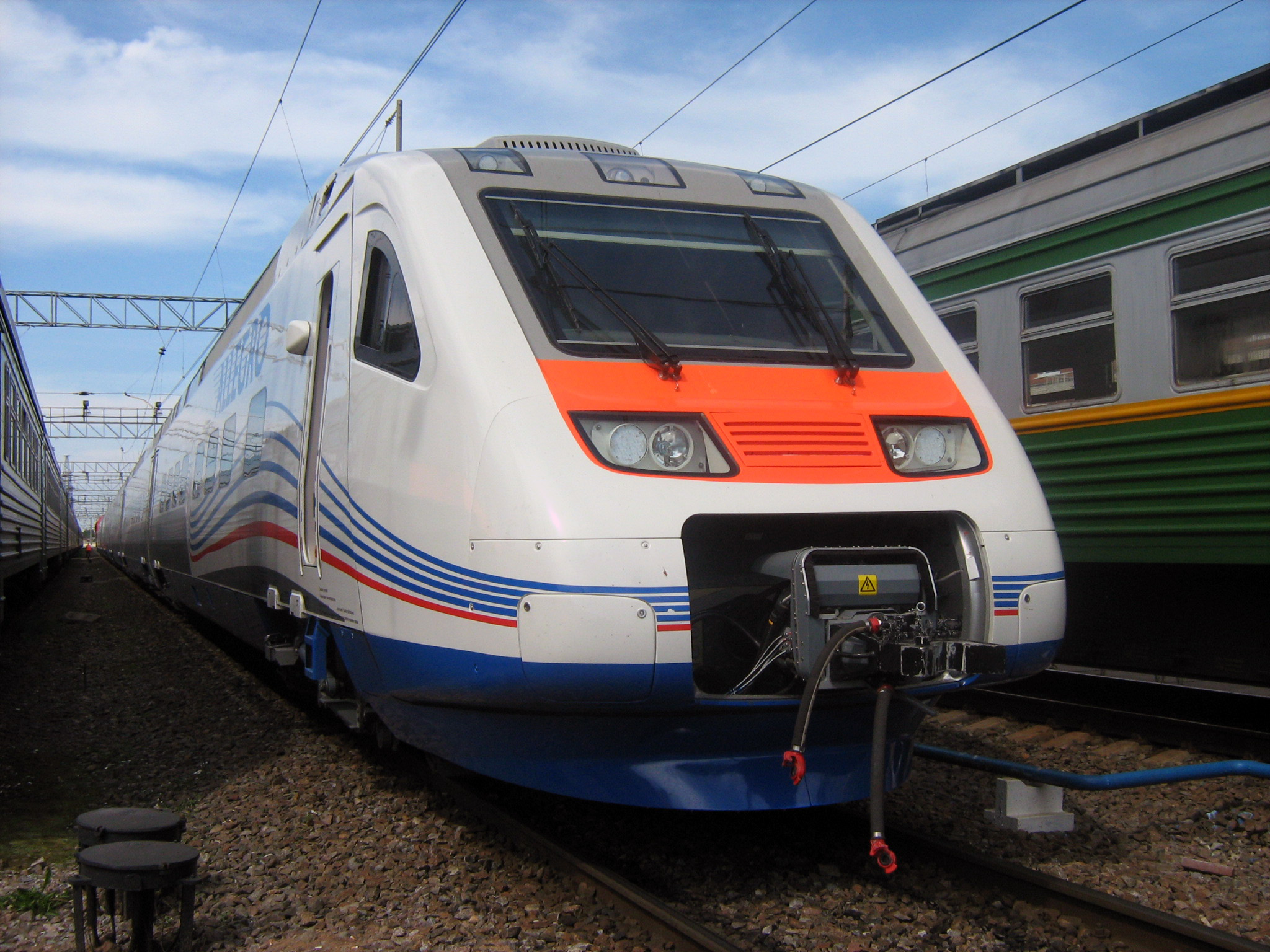
Электропоезд в депо
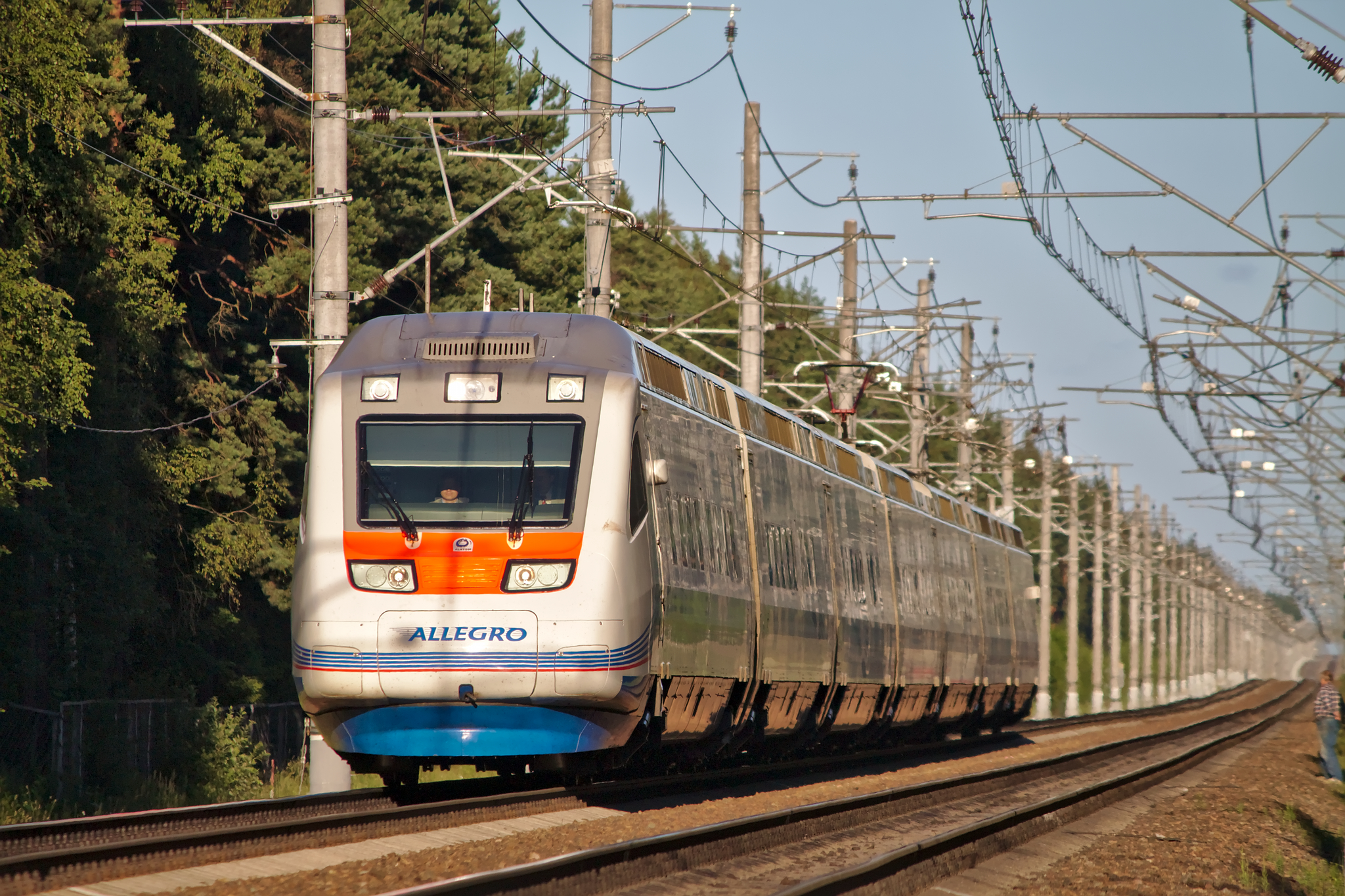
Электропоезд следует по маршруту в Зеленогорске

### Внешние детали

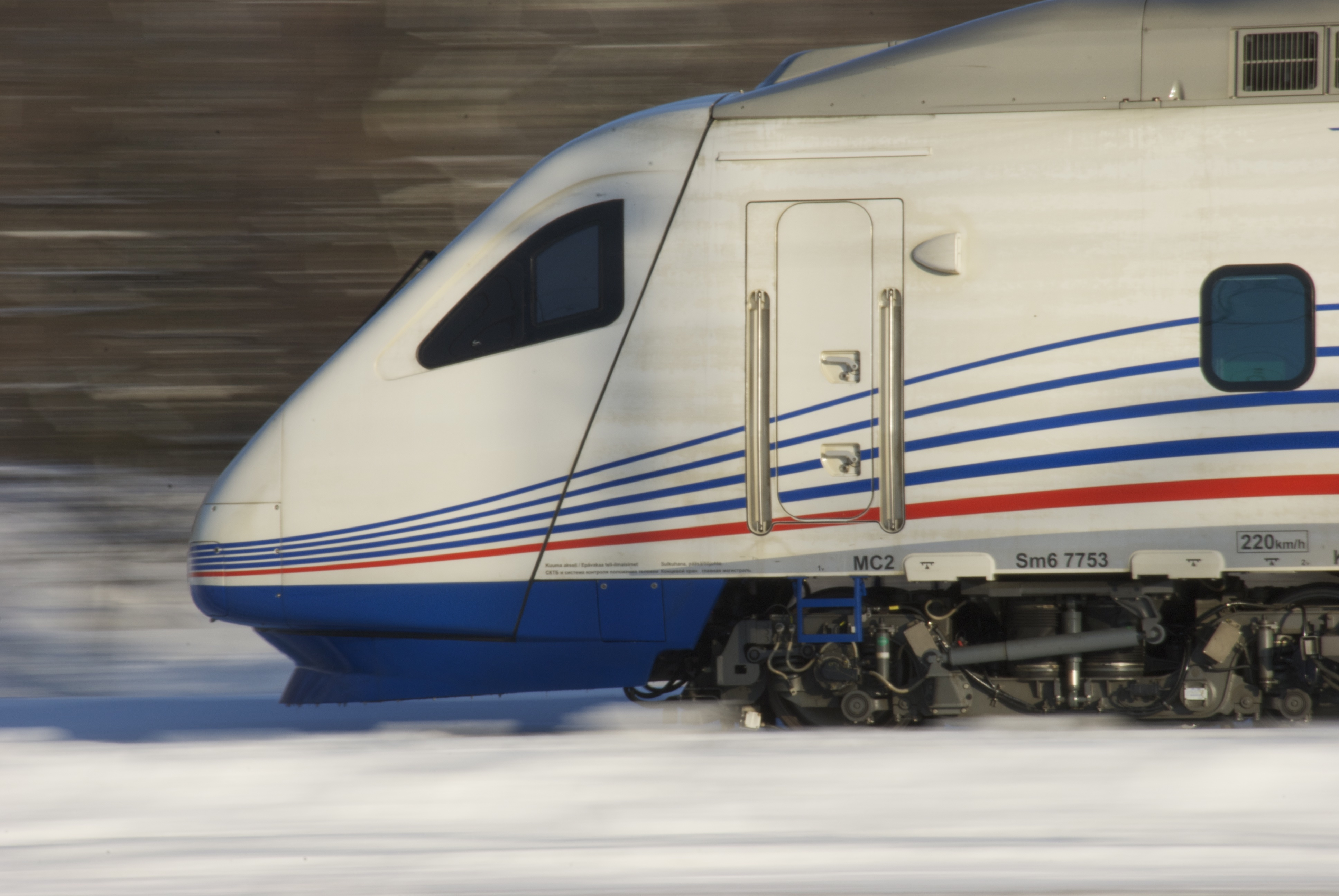
Носовая часть головного вагона, вид сбоку
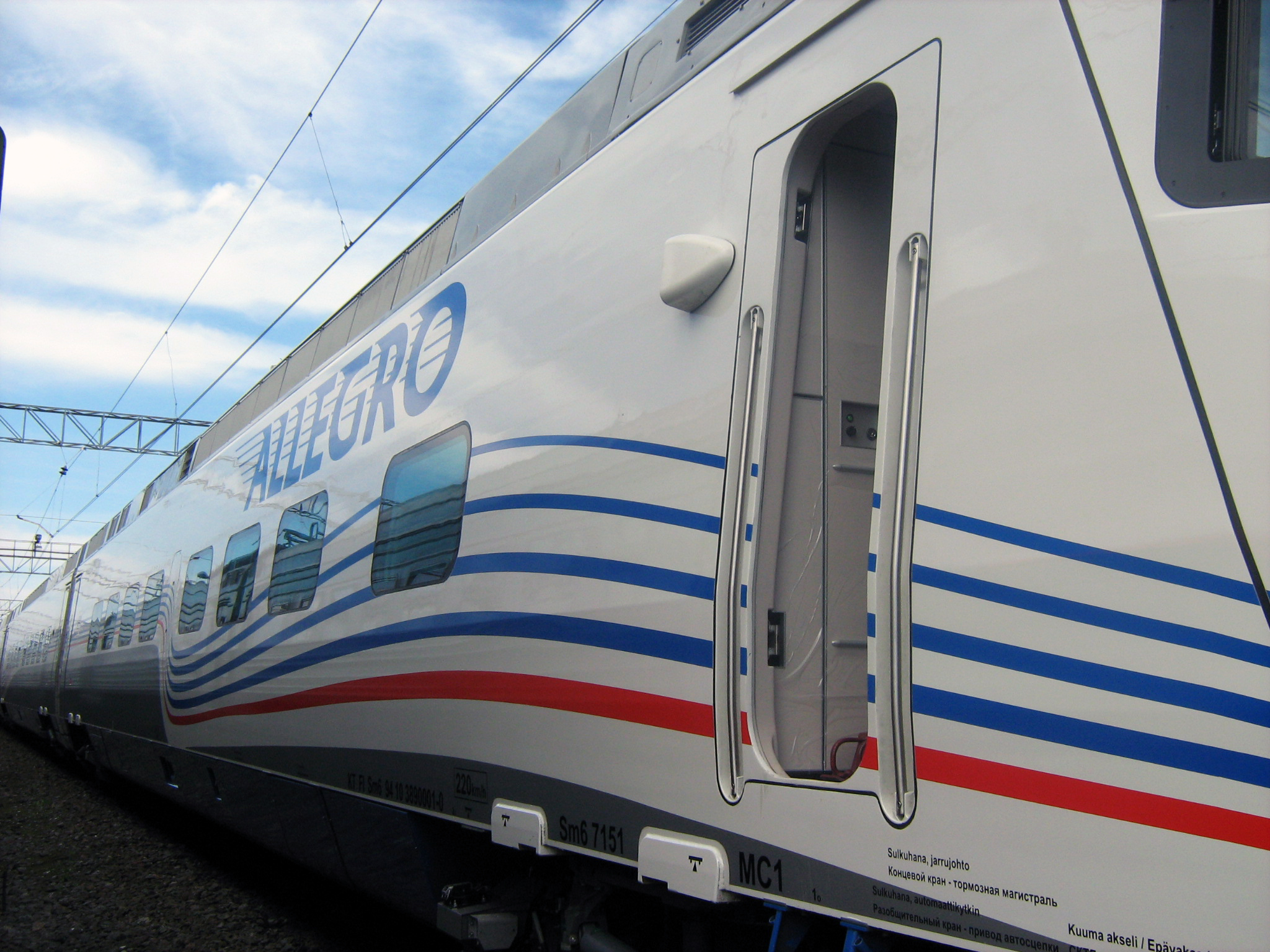
Вход в кабину
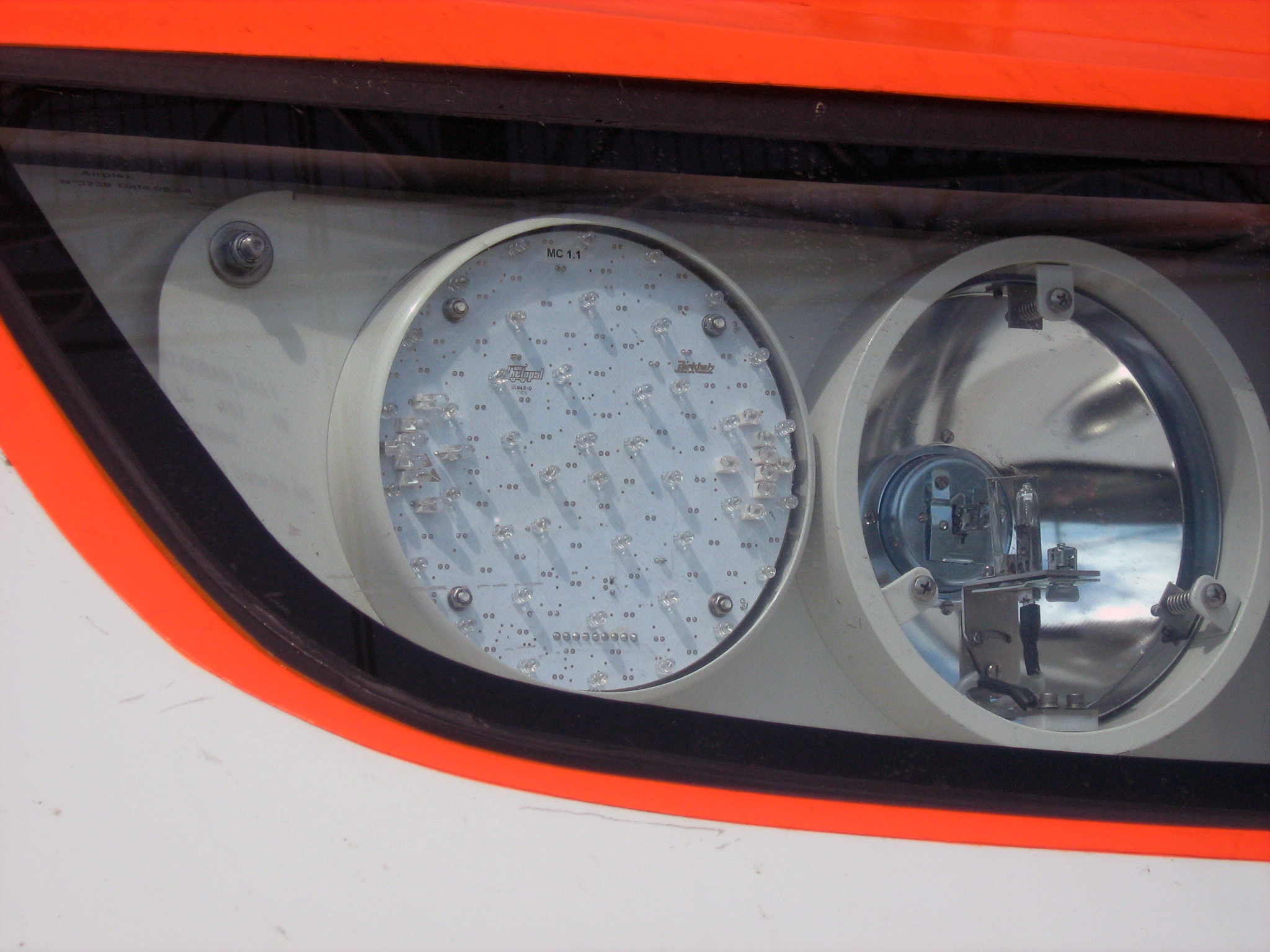
Буферный фонарь
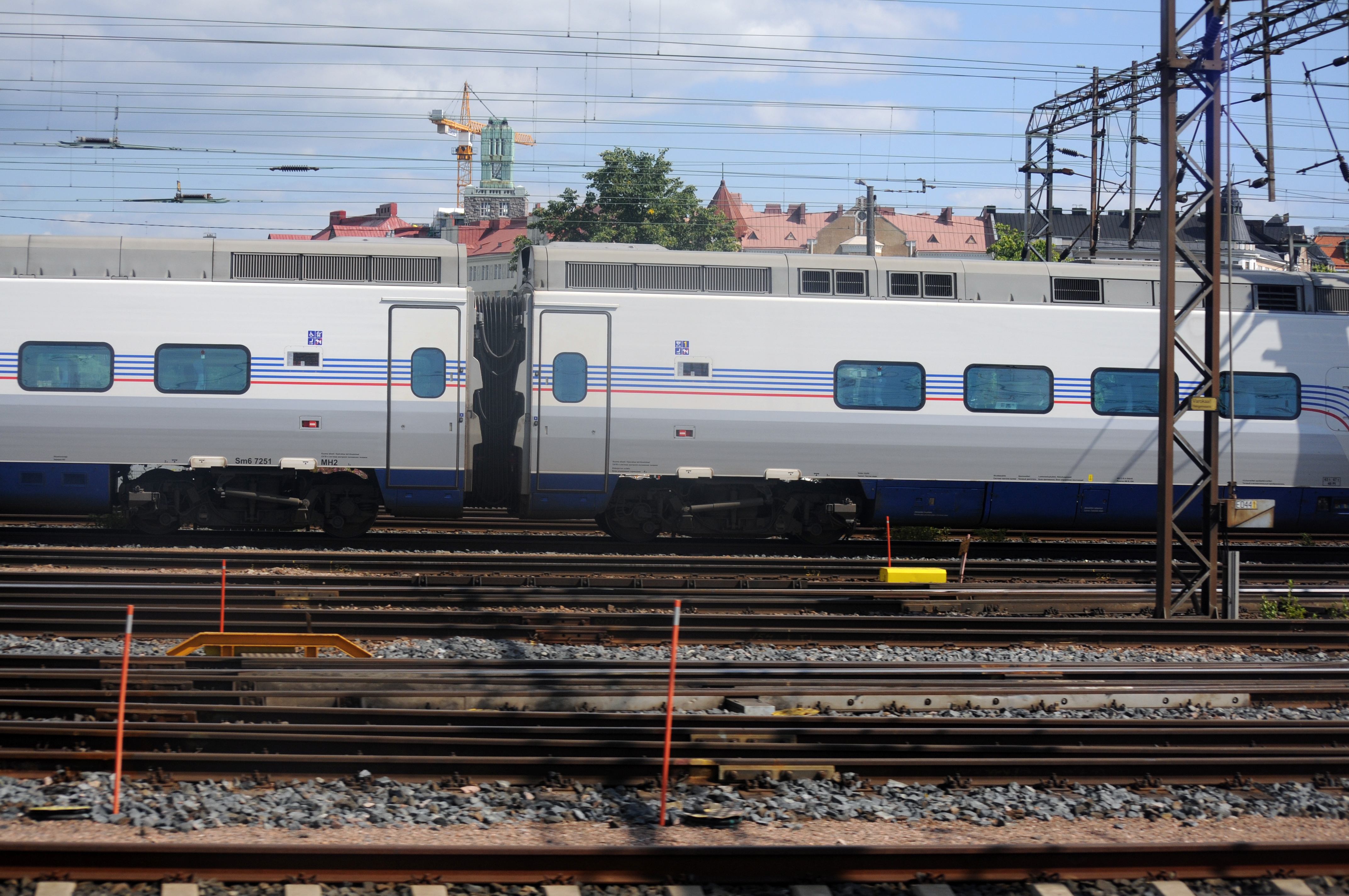
Сцепление вагонов
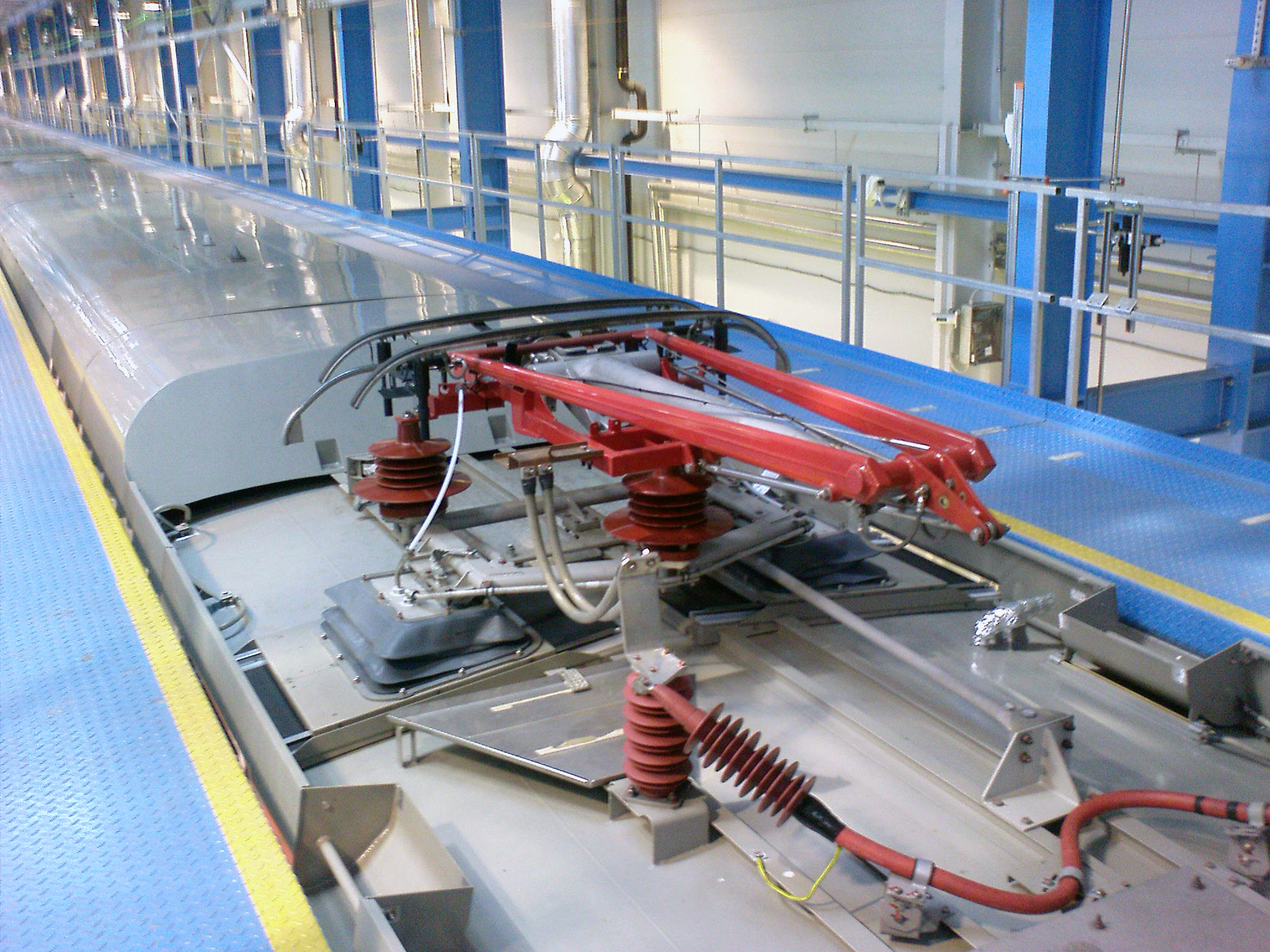
Асимметричный пантограф

### Интерьер

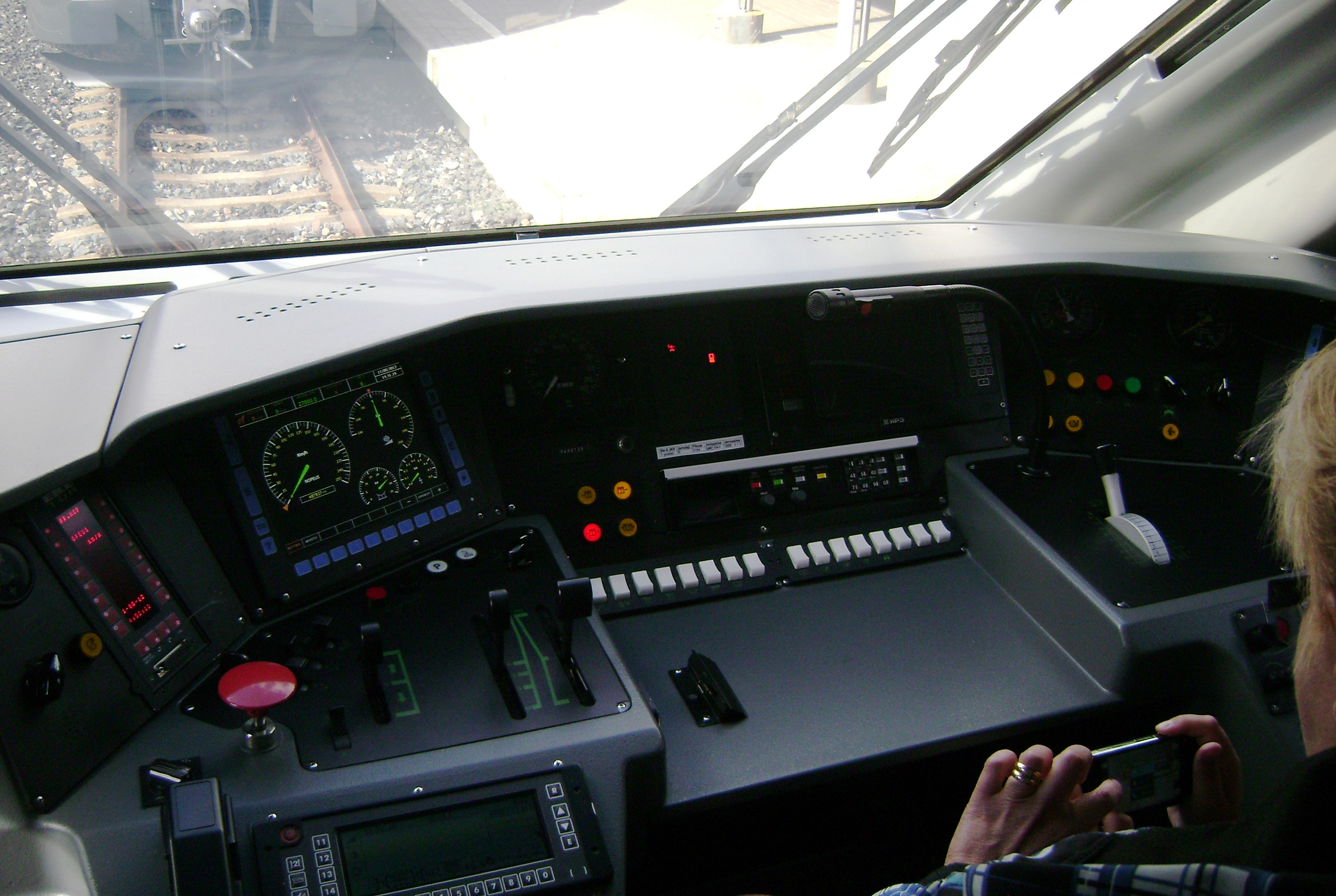
Пульт в кабине машиниста
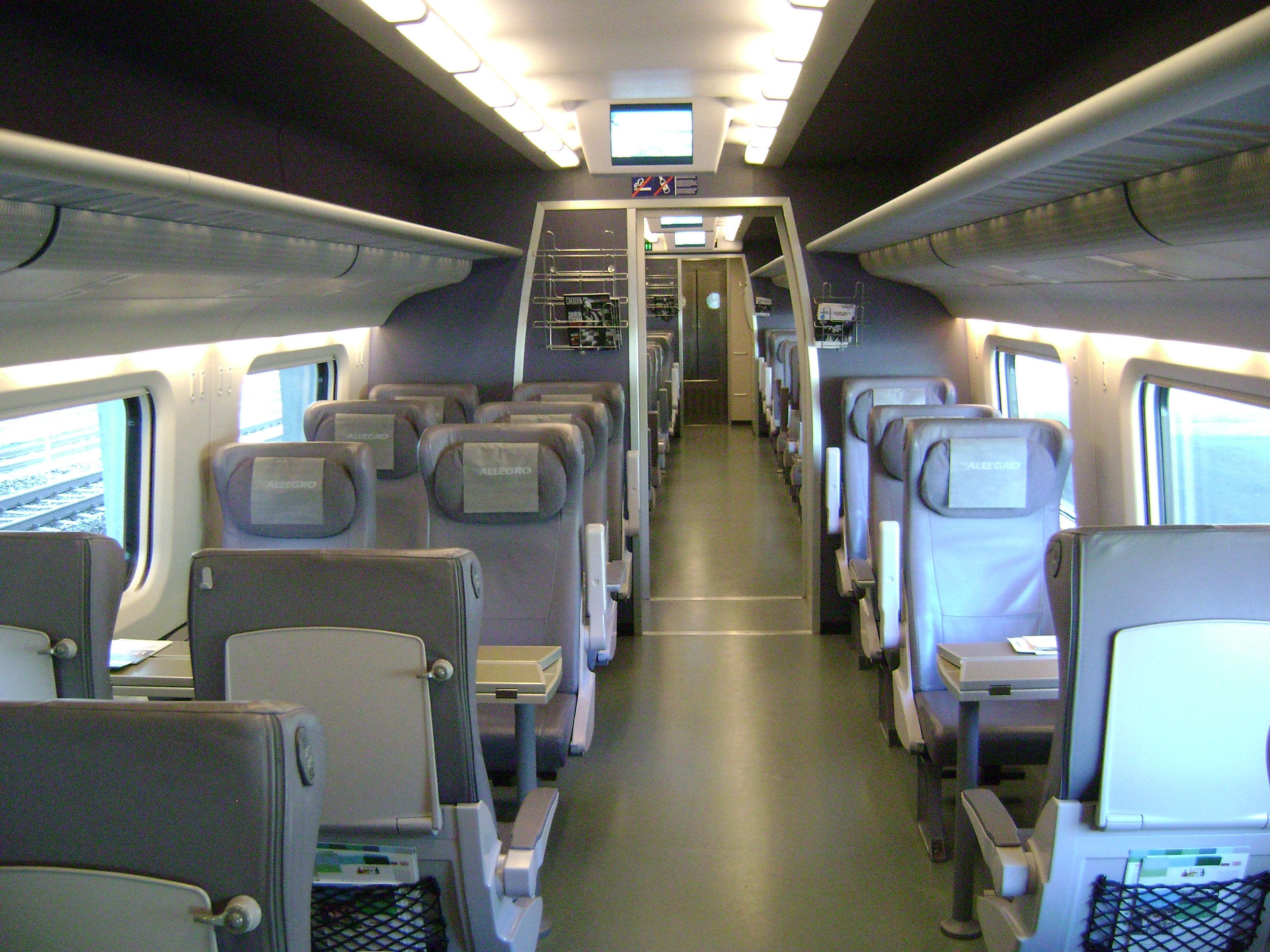
Салон 1 класса
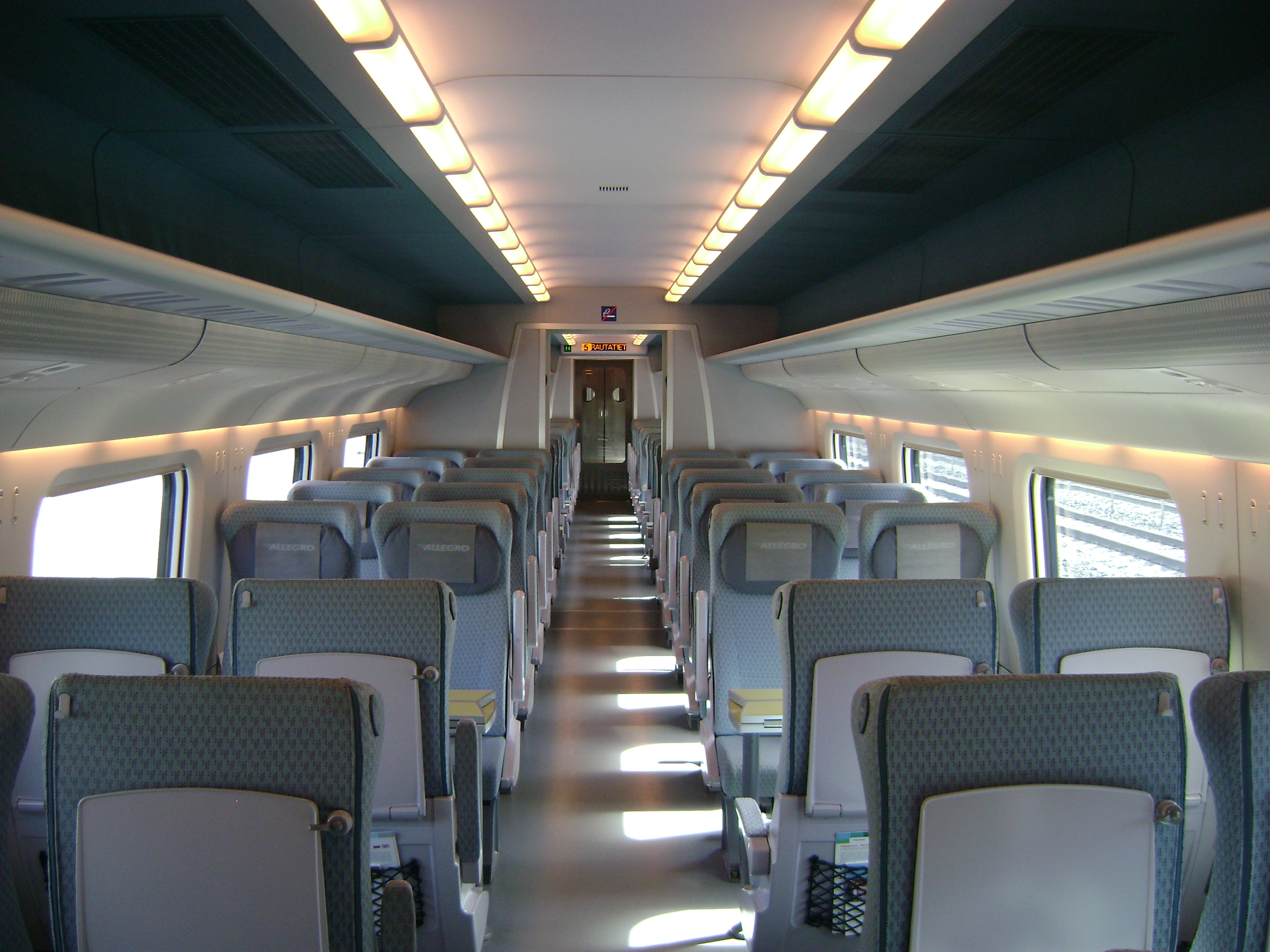
Салон 2 класса
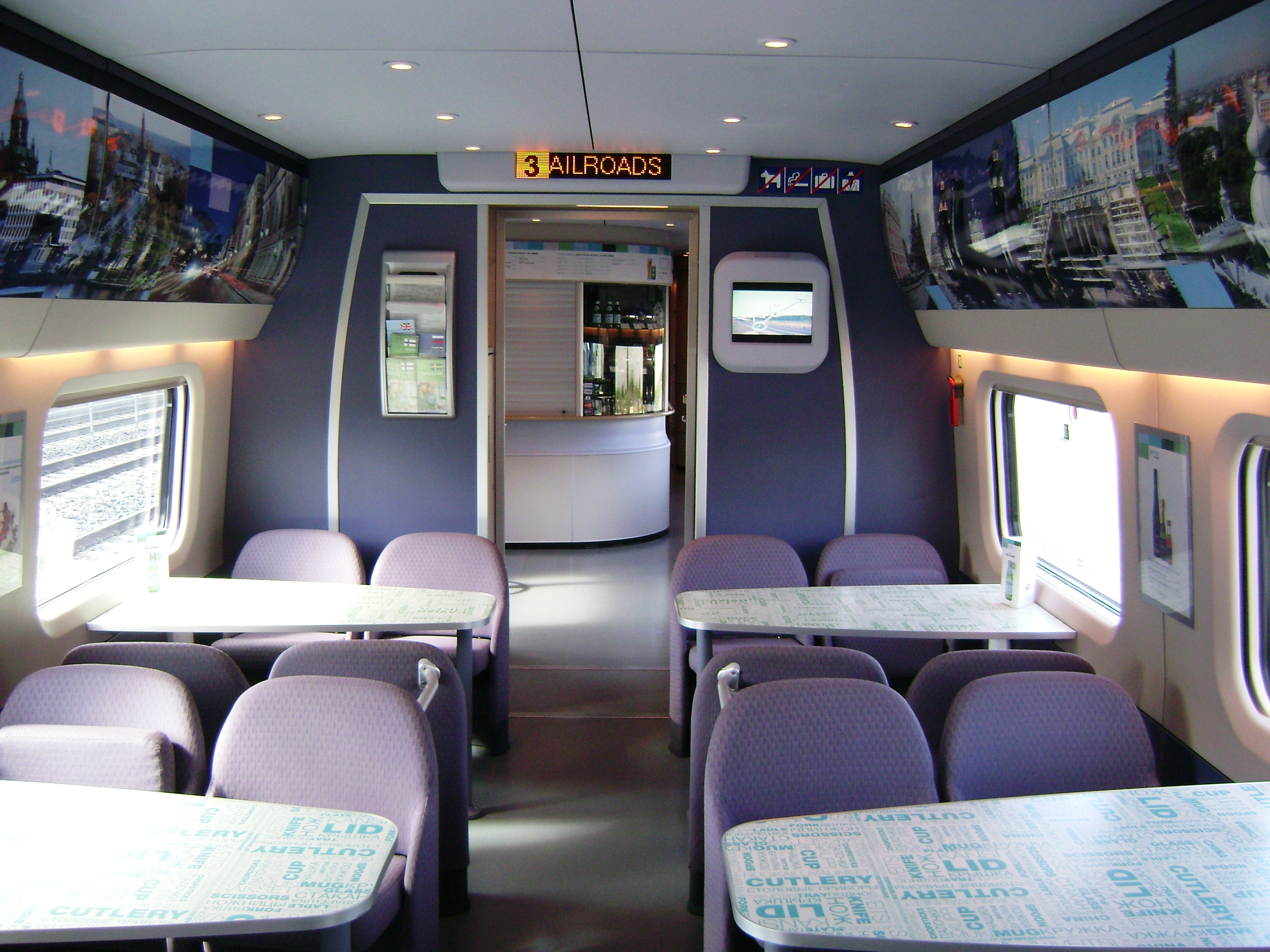
Бар
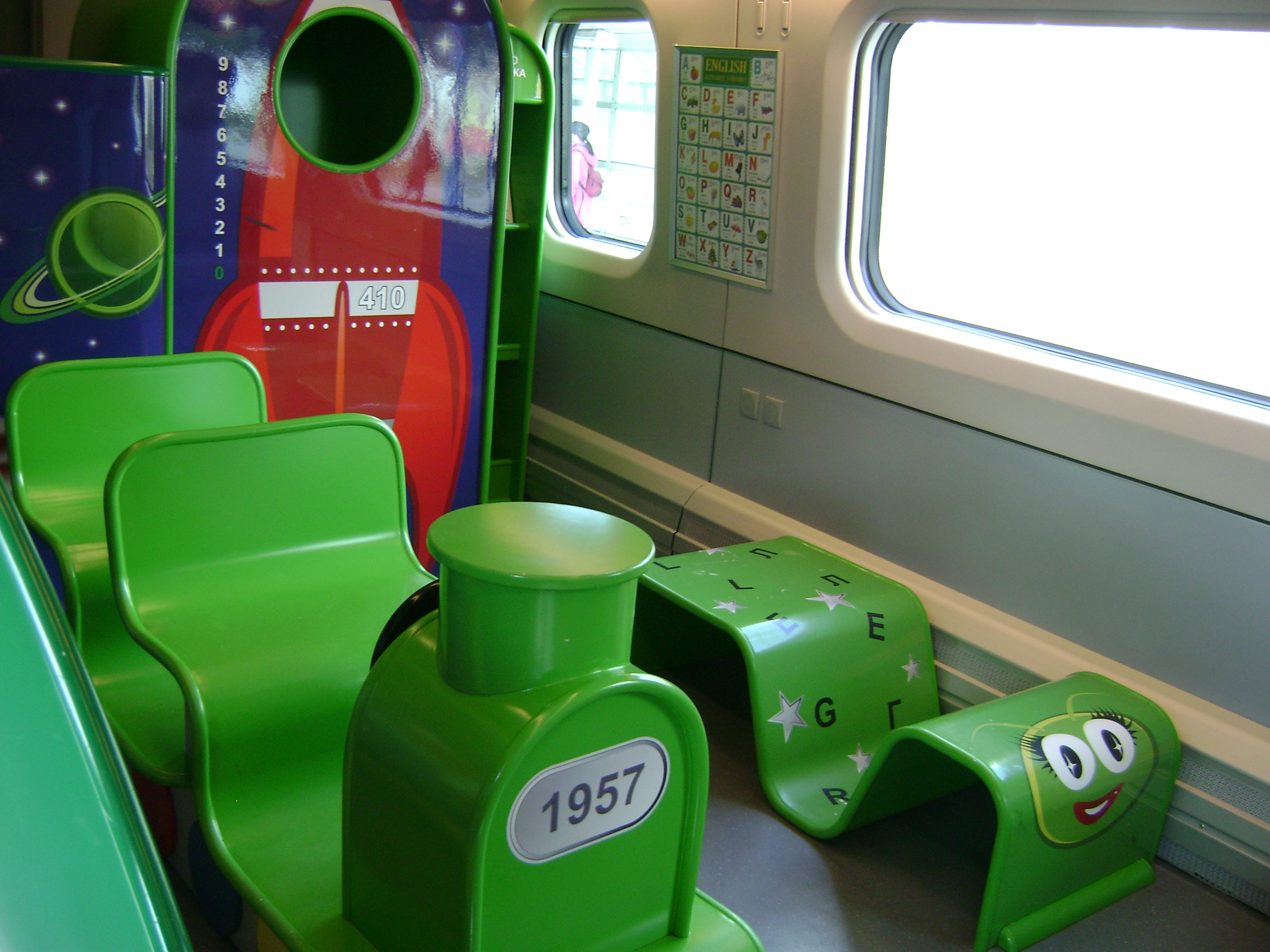
Детский отсек